# Salpingotus heptneri
Salpingotus heptneri е вид бозайник от семейство Тушканчикови (Dipodidae).

## Разпространение
Видът е разпространен в Казахстан и Узбекистан.